# ホステージ
『ホステージ』（Hostage）は、ブルース・ウィリス主演のアクション・サスペンスのアメリカ映画である。原作はロバート・クレイスの小説である。
公開時の宣伝では『ダイ・ハード』＋『シックス・センス』などと評されていた。

## ストーリー
ロサンゼルス市警の敏腕交渉人だったタリー（ブルース・ウィリス）は、1年前の人質事件で失敗を犯し心に深い傷を負ったことから交渉人を辞して、小さな町の警察署長になった。
ある日、若者3人が街で会計士のスミス（ケヴィン・ポラック）が娘と一緒に高級車に乗っているところを目撃し、スミスの豪邸に押し入ることを企て立てこもる。スミスの邸宅は完璧なセキュリティーシステムを完備しているために、警察も容易に手を出せない。タリーは郡警察に現場の指揮を任せ立ち去るが、家族が犯罪組織に監禁されて豪邸からあるDVDを持ち出すように脅されてしまう。実は、若者が偶然籠城した豪邸の主であるスミスはその組織のマネーロンダリング（資金洗浄）に手を貸しており、邸宅には組織が必要とする機密資料が保管されていたのだ。

## 登場人物
ジェフ・タリー
演 - ブルース・ウィリス
ロサンゼルス市警の交渉人。しかし、事件で子供を死なせた罪悪感で辞職、現在は警察署長をしている。先述の子供をはじめ、キャロルが亡くなったことに責任を感じる誠実な性格。
ウォルター・スミス
演 - ケヴィン・ポラック
会計士。犯罪組織の帳簿操作を担当する汚職もしている。躾には少し厳しい。妻は亡くなっている。
トミー・スミス
演 - ジミー・ベネット
ウォルターの息子。子供ながらに行動力がある。
ジェニファー・スミス
演 - ミシェル・ホーン
ウォルターの娘。
マース・クラップチェック
演 - ベン・フォスター
強盗の一人。血の気が多い。3歳のころに父親に母親を殺された過去がある。
デニス・ケリー
演 - ジョナサン・タッカー
強盗の一人。
ケヴィン・ケリー
演 - マーシャル・オールマン
強盗の一人。デニスの弟。行動から足がついて警察にマークされるなど不器用。
ジェーン・タリー
演 - セレナ・スコット・トーマス
ジェフの妻。夫とは別居しているが不仲ではない。
アマンダ・タリー
演 - ルーマー・ウィリス
ジェフとアマンダの娘。
ショーン・マック
演 - ジミー・ピンチャク
ジェフが担当した任務で亡くなった少年。
ローラ・シューメイカー
演 - ティナ・リフォード
保安官補。指揮官。
キャロル・フローレス
演 - マージーン・ホールデン
婦人警官。警報がなったことでスミス家にきたが通報から事件に使われたトラックを発見され、口封じも兼ねてマースに射殺される。子供がいた。
ルイーズ
演 - キャスリン・ジョーステン
キャロルに通報を報告した人物。
ウィル・ベックラー
演 - ロバート・ネッパー
交渉人。

## キャスト
| 役名                     | 俳優                       | 日本語吹替   | 日本語吹替   |
| 役名                     | 俳優                       | ソフト版     | テレビ朝日版 |
| ------------------------ | -------------------------- | ------------ | ------------ |
| ジェフ・タリー           | ブルース・ウィリス         | 菅生隆之     | 樋浦勉       |
| ウォルター・スミス       | ケヴィン・ポラック         | 高宮俊介     | 堀内賢雄     |
| トミー・スミス           | ジミー・ベネット           | 折笠愛       | 竹内順子     |
| ジェニファー・スミス     | ミシェル・ホーン           | 小笠原亜里沙 | 片岡身江     |
| マース・クラップチェック | ベン・フォスター           | 内田夕夜     | 小山力也     |
| デニス・ケリー           | ジョナサン・タッカー       | 加瀬康之     | 神奈延年     |
| ケヴィン・ケリー         | マーシャル・オールマン     | 中西陽介     | 浪川大輔     |
| ジェーン・タリー         | セレナ・スコット・トーマス | 磯西真喜     | 安藤麻吹     |
| アマンダ・タリー         | ルーマー・ウィリス         | 恒松あゆみ   | 三ッ木勇気   |
| 謎の男                   | キム・コーツ               | 森田順平     | 大塚芳忠     |
| ウィル・ベックラー       | ロバート・ネッパー         | 永田博丈     | 若本規夫     |
| ローラ・シューメイカー   | ティナ・リフォード         | 真山亜子     | 斉藤貴美子   |
| マイク・アンダース       | ランスフォード・ドハーティ | 志村知幸     | 三浦潤也     |
| キャロル・フローレス     | マージーン・ホールデン     | 田野めぐみ   | 東條加那子   |
| リドリー                 | マイケル・Ｄ・ロバーツ     | 水野龍司     | 宝亀克寿     |
| ビル・ジョーゲンセン     | アート・ラフルー           | 浦山迅       | 中田譲治     |
| ルイーズ                 | キャスリン・ジョーステン   | 相生千恵子   | 鈴木れい子   |
| ジョーンズ               | ジョニー・メスナー         | 木村雅史     | 山路和弘     |
| ショーン・マック         | ジミー・ピンチャク         |              | 亀岡真美     |
| レイフィッツ警部補       | グレン・モーシャワー       |              | 中村浩太郎   |
| LOOP・GROUP              | ピーター・ウィアーター     |              |              |

- ソフト版：VHS・DVD・BD収録。

初回放送2015年11月17日『午後のロードショー』
- テレビ朝日版：初回放送2009年12月13日『日曜洋画劇場』